# Parafia św. Mikołaja w Cyganku/Żelichowie

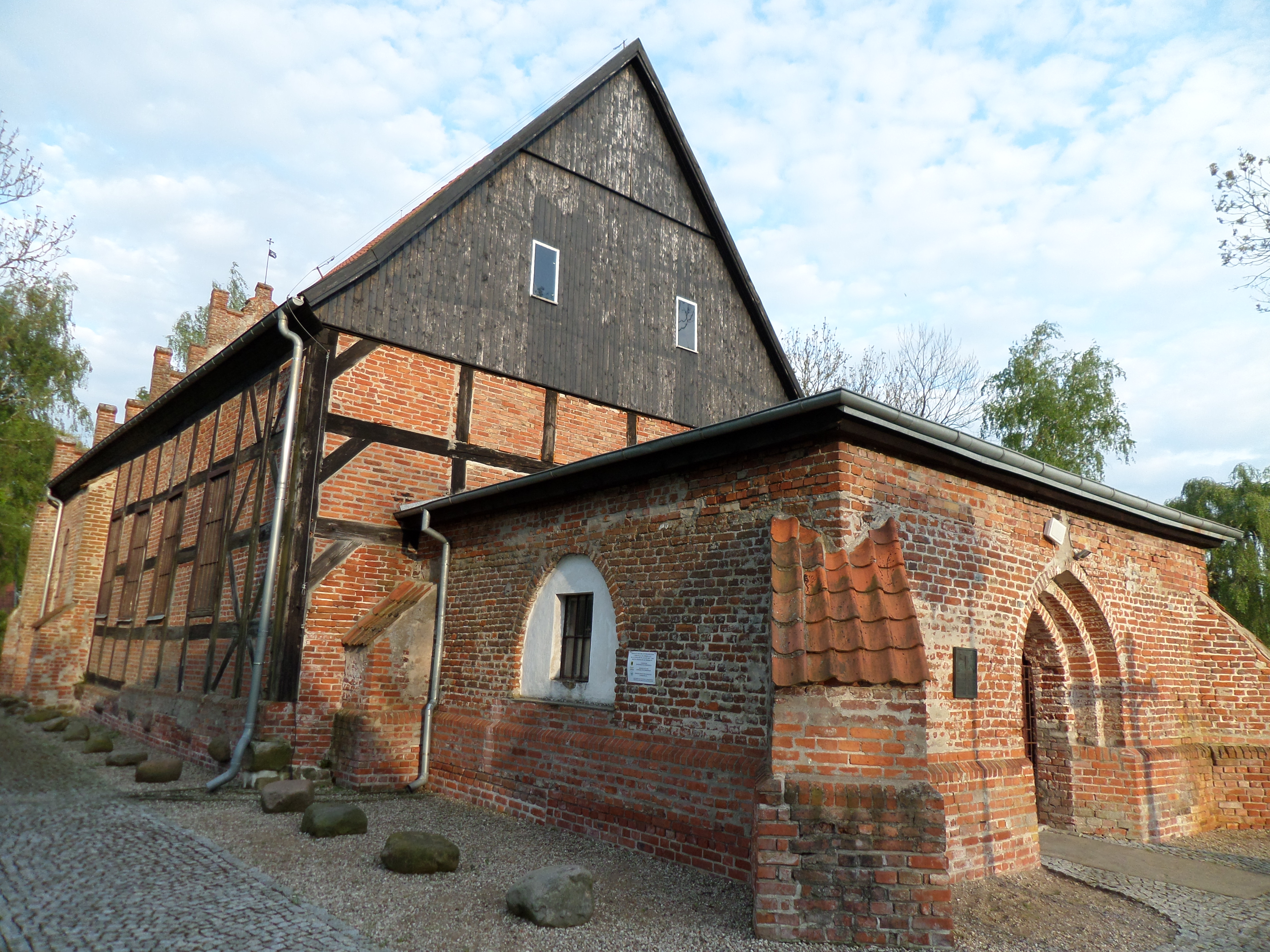
Cerkiew św. Mikołaja w Cyganku, fot. A. Paprot

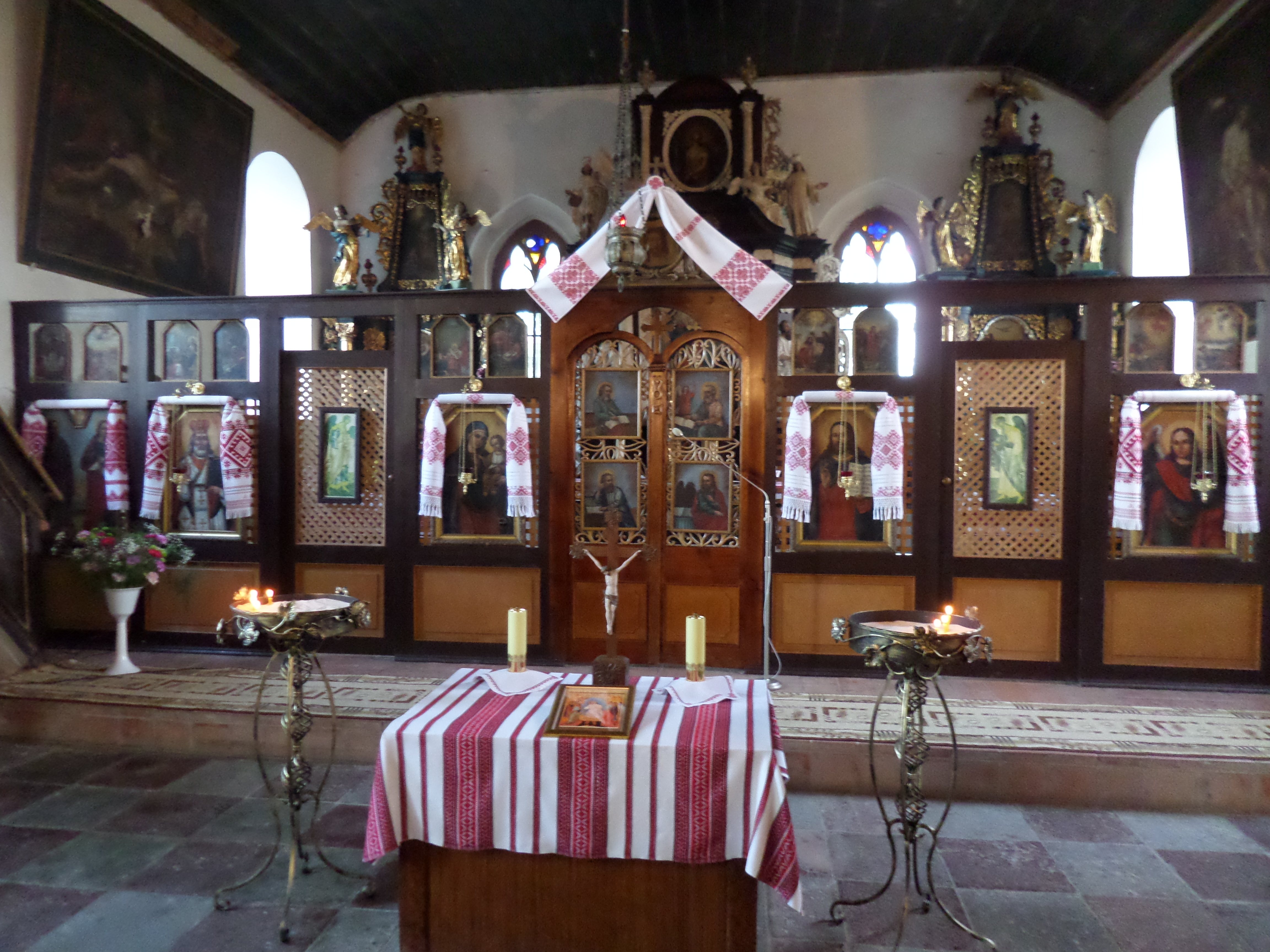
Cerkiew św. Mikołaja w Cyganku, fot. A. Paprot

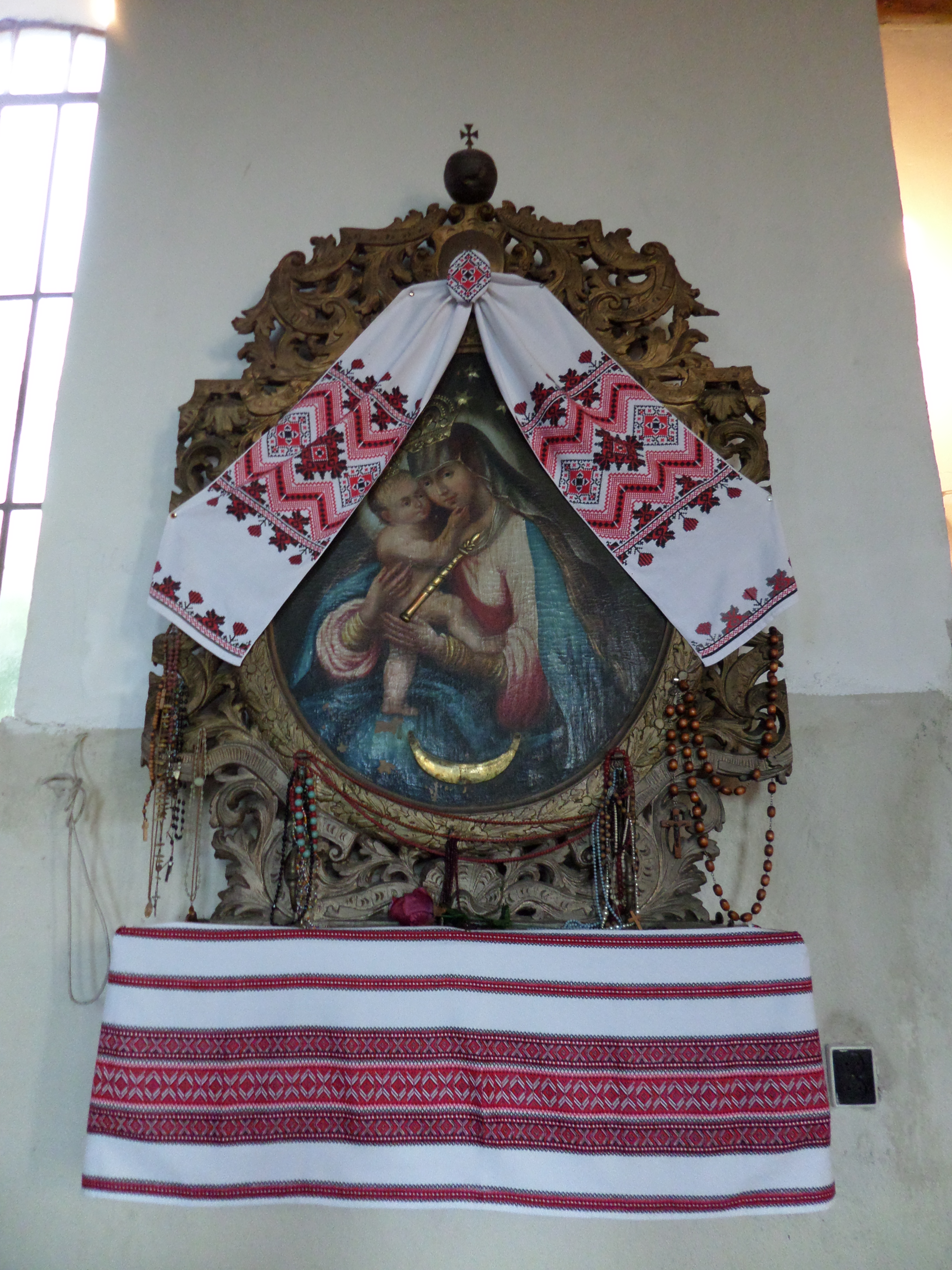
Wyszywanki w cerkwi z tradycyjnymi wzorami ukraińskimi, fot. A. Paprot

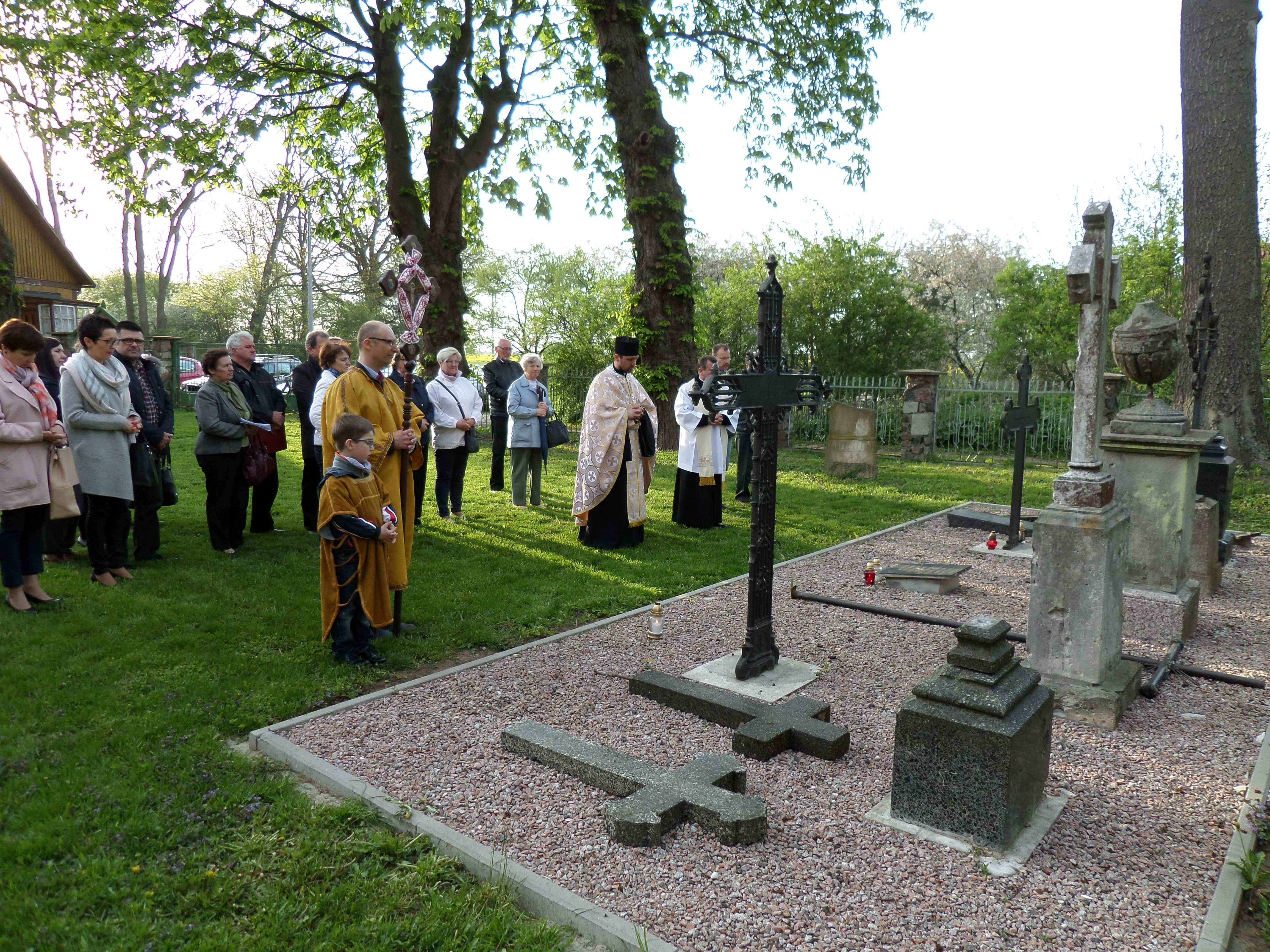
Msza ekumeniczna przy cerkwi w Cyganku 2015, fot. A. Paprot

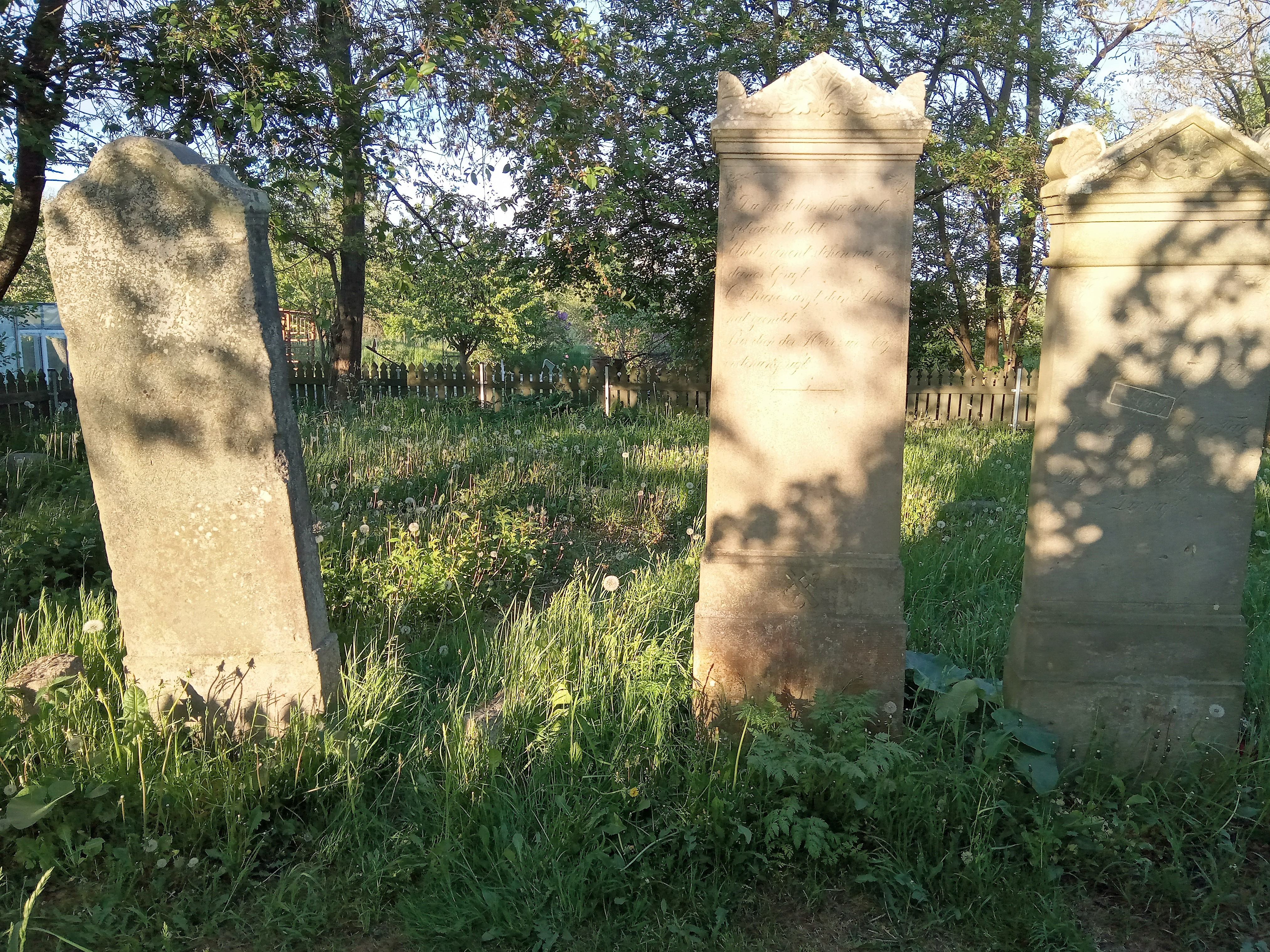
Nagrobki w lapidarium – Cmentarzu Jedenastu Wsi przy parafii św. Mikołaja w Cyganku

Parafia św. Mikołaja w Cyganku/Żelichowie na Żuławach – parafia greckokatolicka obrządku bizantyjsko-ukraińskiego. Oficjalnie parafia została erygowana 15 lutego 1992 r. Parafia należy do eparchii olsztyńsko-gdańskiej i znajduje się na terenie dekanatu elbląskiego. Parafia powstała po przesiedleniu ukraińskich rodzin greckokatolickich w ramach akcji „Wisła” w 1947 r. Pierwszym duchownym był ks. Bazyli Hrynyk. Od 2016 r. przy parafii działa Stowarzyszenie „Akademia Świętego Mikołaja”. Msze sprawowane są w świątyni zbudowanej w XIV w.

## Historia parafii
Powstanie parafii jest związane z przesiedleniem na Żuławy ludności ukraińskiej wyznania greckokatolickiego w ramach akcji „Wisła”. W lipcu 1947 r. deportowano na Żuławy 115 rodzin z wsi Uchrynów, Kornie, Mosty i Teniatyska położonych w południowo-wschodniej Polsce. 36 rodzin osiedlono w Ostaszewie, Gniazdowie, Nowej Cerkwi, Palczewie i Jezierniku; 32 rodziny w Marzęcinie; 11 rodzin w Jantarze; 10 rodzin w Przemysławiu; 9 rodzin w Stegnie i w Stegience; 5 rodzin w Głobicy; 4 rodziny w Bronowie i 2 rodziny w Sztutowie. Część tych osób powróciła na swoje ziemie w 1958 r.
W 1947 r. powołano prawosławną parafię w Nowym Dworze Gdańskim przy Kościele Ewangelickim. W tym czasie wyznaczono na duszpasterza grekokatolików ks. Mitrata Bazylego Hrynyka. Pierwsza msza greckokatolicka została odprawiona przez niego w kościele rzymskokatolickim w Nowym Dworze Gdańskim 7 kwietnia 1948 r. i uczestniczyło w niej 17 rodzin. Nabożeństwa odprawiano tam nieregularnie do 1952 r. i w języku polskim. Potem msze odbywały się w Cyganku. Pierwsza miała miejsce 14 marca 1952 r. i odprawił ją ks. Hrynyk w miejscowej świątyni pw. św. Mikołaja. Była to Boska Liturgia św. Jana Chryzostoma. 20 kwietnia 1954 r. ks. Hrynyk został aresztowany na 2 lata i 4 miesiące. W tym czasie cerkiew była zamknięta. Kilka lat po jego powrocie, w 1961 r. do Cyganka sprowadzono siostry Józefitki (Zgromadzenie Sióstr Świętego Józefa). Od 1985 r. w parafii odbywają się tzw. Małe Sarepty – spotkania młodzieży poświęcone wspólnej modlitwie i zabawie.
Obecnie do parafii należy ok. 200 osób. Najwięcej rodzin greckokatolickich zamieszkuje miejscowości znajdujące się na Mierzei Wiślanej. Liczba parafian pochodzących z Marzęcina i Ostaszewa zmniejszyła się na przestrzeni lat. 22 czerwca 2016 r. przy parafii powstało Stowarzyszenie „Akademia Świętego Mikołaja”. „Głównymi celami stowarzyszenia (…) są: zachowanie rozwoju oraz promocja ukraińskich tradycji, kultury i języka: integracja mniejszości ukraińskiej regionu Żuław, praca na rzecz otwarcia społeczności ukraińskiej na współpracę w regionie; rekreacja i turystyka; inicjatywy mające na celu aktywizację społeczności lokalnej; dbanie o dziedzictwo przyrodnicze i kulturowe regionu”. Z parafii św. Mikołaja pochodzi pięciu księży greckokatolickich: ks. Bohdan Stepan (Przemyśl), ks. Andrzej Werbowy (Kanada), ks. Grzegorz Nazar (Gorlice), ks. Jarosław Storoniak (Lublin), ks. Roman Storoniak (Pasłęk).

## Duchowni
Posługę kapłańską w parafii Cyganek–Żelichowo pełnili duchowni:
- 1952-1968 – ks. Mitrat Bazyli Hrynyk. Urodził się w 1896 r. w Koszelowie. Odprawił w 1948 r. pierwszą mszę greckokatolicką w Nowym Dworze Gdańskim na Żuławach i 7 stycznia 1957 r. pierwszą mszę greckokatolicką w Dzierzgoniu na Powiślu[8]. Wieloletni administrator cerkwi w Cyganku–Żelichowie. Zmarł 31 maja 1977 r. w Przemyślu.
- 1968-1981 – ks. Michał Werhun. W czasie jego posługi wierni z Marzęcina podarowali parafii wyszyte ornaty i obrusy. W czerwcu 1978 r. pożar zniszczył część dachu cerkwi pw. św. Mikołaja i zakrystię. Wierni i duchowny odbudowali zniszczenia spowodowane pożarem[9]. Zmarł 3 listopada 1982 r. w Przemyślu[4].
- 1981-1990 – ks. Michał Bundz. W czasie jego posługi kapłańskiej przeprowadzono remont cerkwi oraz postawiono w niej ikonostas. Duchowny zainicjował w Cyganku cykliczne spotkania młodzieży greckokatolickiej tzw. „Sarepty”[4].
- 1990 – o. Nikodem Stecura. Duchowny związany ze wspólnotą modlitewną Studytów. Zmarł 7 lipca 1990 r. w Cyganku[10].
- 1990-1993 – o. Jarosław Madzelan. Urodził się 17 września 1950 r. w Kęszycy. Śluby zakonne – Ławra Zaśnięcia Najświętszej Bogurodzicy Ojców Studytów w Uniowie na Ukrainie. Święcenia kapłańskie – 2 marca 1975 r. w Międzyrzeczu Wielkopolskim. Asystent kościelny Stowarzyszenia Bractwo Młodzieży Greckokatolickiej „Sarepta”[11]. Absolwent Katolickiego Uniwersytetu Lubelskiego[12].
- 1993-1995 – ks. Bogdan Drozd. Urodził się 15 października 1963 r. w Debrznie. Święcenia kapłańskie – 9 czerwca 1987 r. w Lublinie. Absolwent Katolickiego Uniwersytetu Lubelskiego (teologia), Instytutu Muzyki (muzykologia) i Akademii Muzycznej w Gdańsku (kompozycja i teoria muzyki)[13].
- 1995-2000 – ks. Rostysław Prociuk. Duszpasterz z Ukrainy[4].
- 2000-2014 – ks. Jan Mariak. Urodził się 9 czerwca 1966 r. w Drawsku Pomorskim. Święcenia kapłańskie – 23 czerwca 1996 r. w Przemyślu. Absolwent Katolickiego Uniwersytetu Lubelskiego.
- Od 2014 r. – ks. Paweł Potoczny. Urodził się w 1981 r. w Pieniężnie. Ukończył Zespół Szkół z Ukraińskim Językiem Nauczania nr 2 w Górowie Iławeckim. Absolwent Katolickiego Uniwersytetu Lubelskiego[14].

## Cerkiew pw. św. Mikołaja
Kościół pw. św. Mikołaja zbudowany w XIV w. nad rzeką Tugą. Istniał już przed 1349 r. Do 1945 r. posiadał drewnianą wieżę. Kościół początkowo związany z obrządkiem rzymskokatolickim. W latach 1576–1629 przejęła go protestancka gmina wyznaniowa (luteranie). Od 1629 r. znów pod administracją Kościoła Rzymskokatolickiego. Od 1952 r. świątynię użytkowali grekokatolicy i katolicy. W 2000 r. została przejęta przez parafię greckokatolicką. Nawa świątyni i prezbiterium pokryte są deskowanym sufitem z polichromią przedstawiającą świętych: Świętą Trójcę, Jezusa otoczonego wizerunkami zbawionych mężczyzn, Marię z niewiastami, Elżbietę, Annę, Józefa, Joachima i Jana Chrzciciela. Na malowanej balustradzie znajdują się wizerunki apostołów, ojców Kościoła i patriarchów oraz przedstawienie św. Mikołaja. W 2024 roku staraniami ks. Pawła Potocznego zrekonstruowano drewnianą nastawę wieży o wysokości 34 metrów. 